# Shattered – Gefährliche Affäre
Shattered – Gefährliche Affäre (Originaltitel: Shattered) ist ein US-amerikanischer Thriller aus dem Jahr 2022. In den Hauptrollen sind Cameron Monaghan, Frank Grillo und Lilly Krug sowie John Malkovich zu sehen. Der Kinostart in Deutschland war am 24. November 2022.

## Handlung
Der wohlhabende Chris Decker – der Entrepreneur hat vor nicht allzu langer Zeit sein Unternehmen verkauft – ist geschieden und lebt in einem von ihm selbst entworfenen Hightech-Haus in Montana. Dieses schirmt ihn sowohl physisch als auch emotional von der Außenwelt ab.
Bei einem nächtlichen Besuch im Supermarkt lernt er die mysteriöse junge Frau Sky kennen. Nachdem ihre Uber-Fahrt storniert wurde und sie wegen Mitbewohnerin Lisa keine Lust hat, in das von Ronald vermietete Motel-Zimmer zurückzukehren, nimmt der Millionär die junge Frau mit. Es kommt zu einem One-Night-Stand.
Fasziniert von ihr, überrascht Chris Sky anschließend bei der Arbeit und bittet sie um ein Date. Dieses endet, als ihm bei einem – von Sky initiierten – Überfall das Bein mit einem Wagenheber gebrochen wird. Die zieht daraufhin bei ihm ein und übernimmt die Rolle der Krankenschwester. Dies ist der Auftakt für Skys Versuch, durch Folter an Zugangscodes und damit alle Wertgegenstände zu kommen.
Chris gelingt zwischenzeitlich trotz eines eingegipsten Beins die Flucht auf einem Schneemobil; er wird nach einem Sturz allerdings von Sebastian aufgegriffen, der sich als Skys Komplize und Stiefvater entpuppt.

## Produktion
Die Aufnahmen fanden im US-Bundesstaat Montana statt und wurden im Juni 2021 abgeschlossen. Verantwortlicher Kameramann war Juan Miguel Azpiroz, in dessen Vita u. a. auch Boss Level und Ein ganz gewöhnlicher Held stehen.
Der US-Kinostart des Films wurde auf den 14. Januar 2022 angesetzt – parallel zu einer Veröffentlichung auf Video-on-Demand.

## Kritik
Matt Zoller Seitz von RogerEbert.com konstatierte, dass es dem Film an „handwerklichem Geschick“ fehle, und vergab 1,5 von maximal 4 möglichen Sternen. Bei Rotten Tomatoes hat der Film Mitte Januar 2022 einen „Audience Score“ von 44 Prozent und einen Stand von 14 Prozent auf dem „Tomatometer“, basierend auf 22 Reviews.
Bei Michael Nordine von Variety ist es Lilly Krug, die den Zuschauer am Bildschirm hält (englisch “For all that, it’s Klug [sic!] who keeps you watching”), während Krug für Debopriyaa Dutta von Screenrant eher „überdramatisch“ spielt und wie die Karikatur einer Mörderin mit psychosexuellen Problemen wirke (englisch “Sky, as portrayed by an overdramatic Krug, comes off more like a caricature of a killer with psychosexual issues”).
Das Lexikon des internationalen Films vergibt eineinhalb von fünf Sternen und kritisiert den Film als „Hanebüchene[n] Erotikthriller, der einiges an Unsinn und logischen Brüchen zumutet.“